# Wil Boessen
Wil Boessen, né le 3 mai 1964 à Sittard aux Pays-Bas, est un footballeur néerlandais qui jouait au poste d'arrière gauche. Devenu entraîneur, il est actuellement en poste au Jong PSV (en).

## Biographie

### Carrière de joueur
Né à Sittard aux Pays-Bas, Wil Boessen est notamment formé par le club de sa ville natale, le Fortuna Sittard, où il commence également sa carrière professionnelle en 1983. Il participe notamment à la finale de la coupe des Pays-Bas perdue contre le Feyenoord Rotterdam lors de l'édition 1983-1984. Son équipe s'incline par un but à zéro ce jour-là.
Après sept années passées au Fortuna Sittard il rejoint le FC Dordrecht en 1990. Il fait un court passage à De Graafschap avant de retourner au Fortuna Sittard en 1993. Boessen rejoint Helmond Sport en 1997 et y termine sa carrière en 1999.

### Carrière d'entraîneur
Après sa carrière de joueur, Wil Boessen devient entraîneur. Il commence au VVV Venlo en tant qu'adjoint.
Nommé entraîneur principal de TOP Oss à l'été 2014, Wil Boessen parvient avec cette équipe de deuxième division néerlandaise à lutter pour une montée en première division durant une grande partie de la saison 2014-2015. Malgré une saison réussie il est licencié en raison d'un désaccord contractuel entre lui et ses dirigeants, menant à des tensions internes au club. Son travail durant cette saison 2014-2015 lui vaut d'être nommé pour le prix de l'entraîneur de l'année en deuxième division néerlandaise.
Boessen rejoint ensuite la Thaïlande pour entraîner le Chiangmai F.C. (en) en 2015 puis le Lampang F.C. (en). Il quitte ce dernier club en août 2016.
En juillet 2017, Wil Boessen devient l'entraîneur du FC Den Bosch. L'information est annoncée dès le 8 avril 2017, et il prend la succession de Wiljan Vloet (en), qui devient alors directeur des affaires du football à Den Bosch.
Le 4 juin 2019, Wil Boessen est nommé entraîneur principal du Helmond Sport. Il remplace ainsi Rob Alflen (en) et signe un contrat de deux ans.
Le 18 juin 2022, Wil Boessen rejoint le PSV Eindhoven où il devient l'entraîneur adjoint de l'équipe réserve, le Jong PSV (en). Il a pour mission d'épauler Adil Ramzi, nommé coach principal de l'équipe.